# Notanthidium bizonatum
Notanthidium bizonatum är en biart som först beskrevs av Heinrich Friese 1925.  Notanthidium bizonatum ingår i släktet Notanthidium och familjen buksamlarbin. Inga underarter finns listade i Catalogue of Life.